# Robert Kühmayer
Robert Kühmayer (* 1. November 1883 in Preßburg, Österreich-Ungarn; † 17. Februar 1972 in Wien, Österreich) war ein Preßburger Bildhauer, Skulpteur und Medailleur.

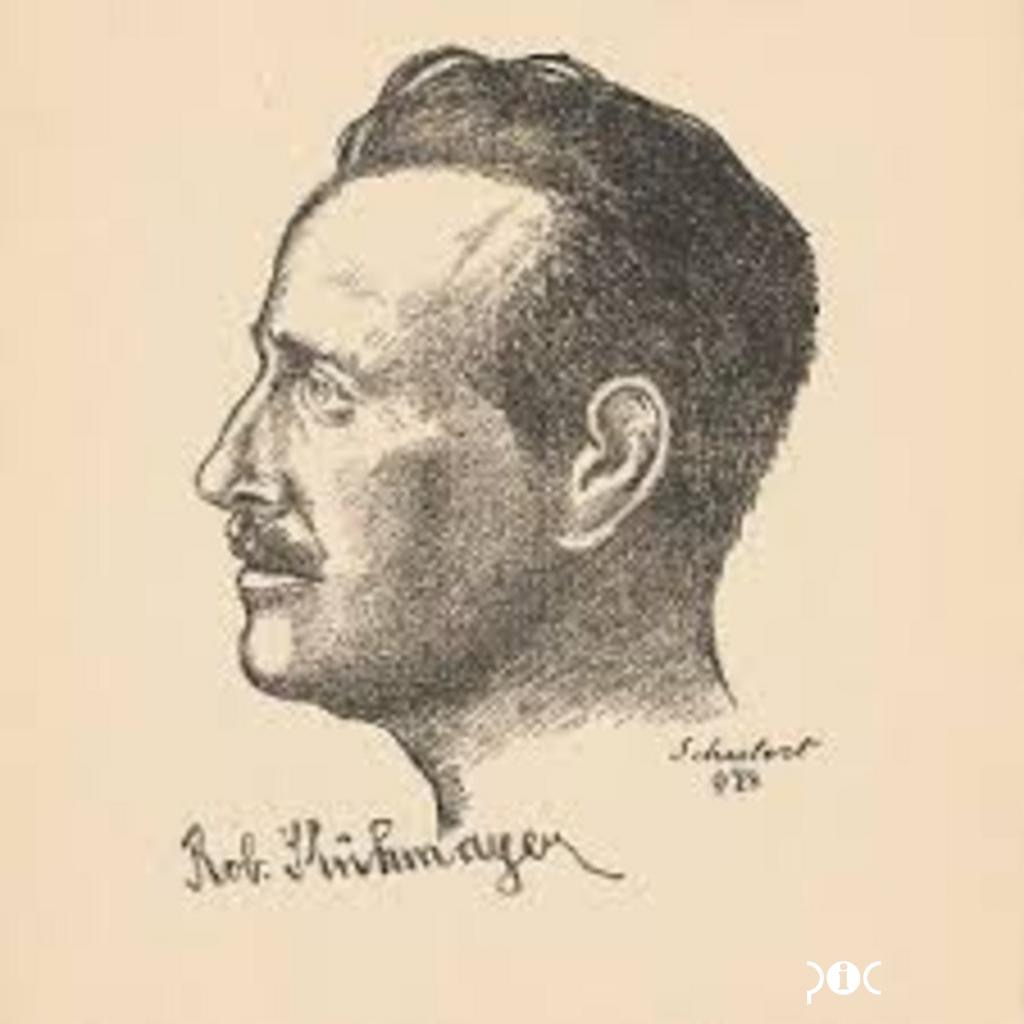
Robert Kühmayer

## Leben
Robert Kühmayer entstammte einer deutschen Preßburger Familie. Über seine Kindheit und frühe Jugend ist nur wenig bekannt. Als Sechzehnjähriger ging er nach Wien und arbeitete in der Werkstatt des Bildhauers Josef Valentin Kassin. Nach fünfjährigen Aufenthalt in Wien kam er 1904 zurück in seine Vaterstadt. 1907 erhielt er ein dreijähriges Stipendium für ein Studium an der Ungarischen Akademie der Bildenden Künste (ung. Magyar Képzőművészeti Egyetem) in Budapest, wo er im Atelier des ebenfalls aus Preßburg stammenden ungarischen Bildhauers Béla Radnai arbeitete. Im Jahre 1911 ging er für zwei Jahre nach Paris, um an der Acadèmie Julian bei Raoul Verlet seine künstlerischen Fähigkeiten zu vervollkommnen.

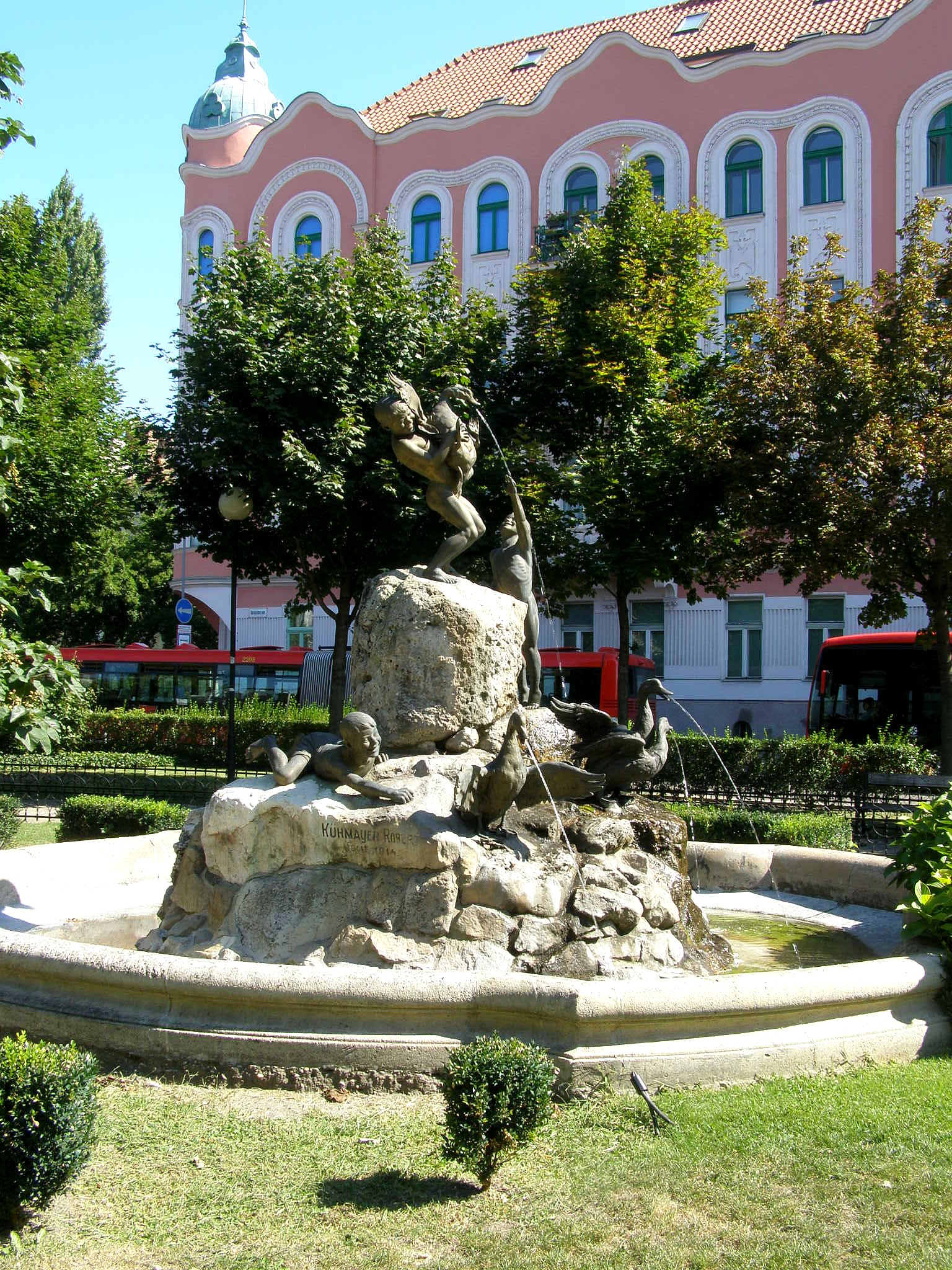
Der Entenbrunnen zu Preßburg

Nach seiner Rückkehr aus Paris siedelte sich Kühmayer 1912 in Preßburg an und schuf einen Großteil seiner Werke in dieser Stadt. Gleich nach seiner Rückkehr aus Frankreich erhielt er Aufträge auch aus öffentlicher Hand. 1914 wurde er mit der Schaffung des „Entenbrunnes“ betraut, der auf dem damaligen „König-Andreas-Platz“ (1926 in „Šafárik-Platz“ umbenannt) aufgestellt wurde. Diese Großplastik bestehend aus Granit- und Sandstein-Blöcken verschiedener Größe, auf denen sich drei nackte Jungen und vier Enten aus Bronze befinden. Sie gehört zu den Hauptwerken des Künstlers und steht heute unter Denkmalschutz. Zwischen 1913 und 1917 realisierte er auch einige Grabsteine, die sich auf den Preßburger Andreas-Friedhof befanden.
Der Zusammenbruch der Donaumonarchie 1918 bedeutete auch für Kühmayer eine Zäsur. Es fiel ihm schwer, sich mit den Gegebenheiten der neu gegründeten Tschechoslowakei, die er nicht als „seinen Staat“ betrachtete, anzufreunden. Er bekam vorerst auch keine öffentlichen Aufträge mehr. Deshalb beschäftigte er sich in den 1920er Jahren überwiegend mit der Schaffung von Kleinplastiken. Er gestaltete Porträts; das Hauptinteresse seines damaligen künstlerischen Schaffens galt dem Frauenakt, den er in zahlreichen Variationen (als Plastiken und Reliefs) darstellte. Diese Situation änderte sich erst in den 1930er Jahren, als er wieder Aufträge erhielt.
Im Jahre 1933 bekam Kühmayer von dem damaligen Direktor des Heilbades Bad Pistyan, Ludwig Winter einen Auftrag zur Schaffung einer monumentalen Statue eines Krückenbrechers, die am Portal einer neu zu schaffenden Kolonnadenbrücke über die Waag welche die Stadt mit der Kurinsel verbinden sollte, aufgestellt werden sollte. Im Laufe der Jahrzehnte wurde diese Figur zum Wahrzeichen der Bäderstadt Pistyan.
Robert Kühmayer war Mitglied in Preßburger Kunstverein (1913 bis 1939) und nahm am Kulturgeschehen der Stadt Preßburg regen Anteil. Mit seinem Kollegen, dem Preßburger Bildhauer Alois Rigele stand er in regen künstlerischen jedoch auch freundschaftlichen Kontakt. Sein einziges Kind starb früh.
Kühmayer experimentierte auch mit neuen Materialien, die er für seine Werke verwendete. Er erfand 1930 nach vier Jahren des Experimentierens einen Kunststein. Dabei handelte es sich um eine Steinmasse, die genauso gut gegossen werden konnte wie Bronze. Aus diesem Kunststein stellte der Künstler Porträtbüsten sowie verschiedene Reliefs her.
Zum Ende des Zweiten Weltkrieges sah er sich gezwungen, Preßburg zu verlassen, da er als Deutscher befürchtete Repressalien der Siegermächte ausgesetzt zu sein. Er flüchtete im Jahre 1945 kurz vor der Besetzung der Stadt durch die Rote Armee nach Österreich. In Wien verbrachte er den Rest seines Lebens, wo er am 17. Februar 1972 hochbetagt, im Alter von 89 Jahren starb.

## Literatur

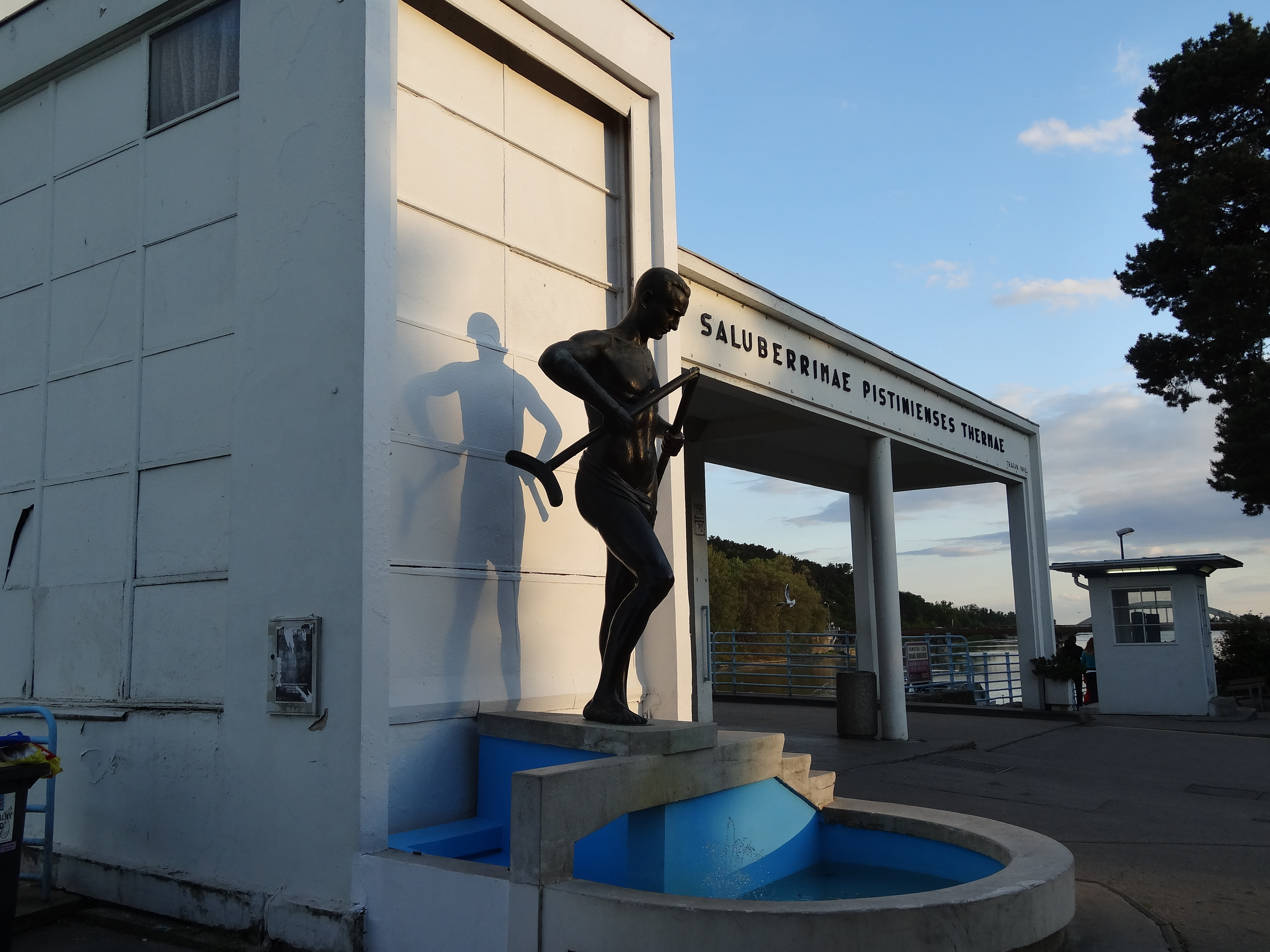
Der Krückenbrecher in Bad Pistyan (Kolonnadenbrücke)